# Pollux b
Pollux b (Thestias), ook bekend als Beta Geminorum b (β Gem b, β Geminorum b) en HD 62509 b, is een exoplaneet op 33,7 lichtjaar van de zon in het sterrenbeeld Tweelingen.
Deze planeet is ontdekt rond de oranje reus Pollux in 2006 door de astronoom Artie P. Hatzes. De ontdekking bevestigde de hypothese die oorspronkelijk in 1993 was gepubliceerd. De planeet heeft een massa die vergelijkbaar is met de gasreuzen in het zonnestelsel. Hij draait rond Pollux in 1,61 jaar op een afstand van 1,64 AE in een nagenoeg ronde baan. 
Pollux is de grootste nu bekende ster met een planeet.